# アギオス・ディミトリオス聖堂 (テッサロニキ)

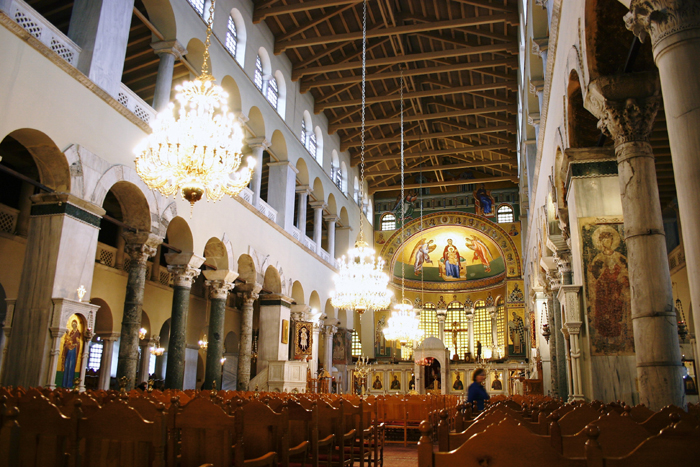
聖堂の内部

アギオス・ディミトリオス聖堂（η εκκλησία του Αγίου Δημητρίου）は、ギリシャのテッサロニキにある初期キリスト教建築であり、ギリシャ正教会の教会堂。創建は5世紀中期から後期に遡る、テッサロニキの守護聖人致命者聖ディミトリオス（ Άγιος Δημήτριος）を記憶する聖堂である。古典ギリシャ語読みに準拠すればハギオス・デメトリオス聖堂となる。
ギリシャ最大のバシリカ式教会堂。テッサロニキの初期キリスト教とビザンティン様式の建造物群の一つとして1988年、ユネスコの世界遺産に登録された。

## 歴史

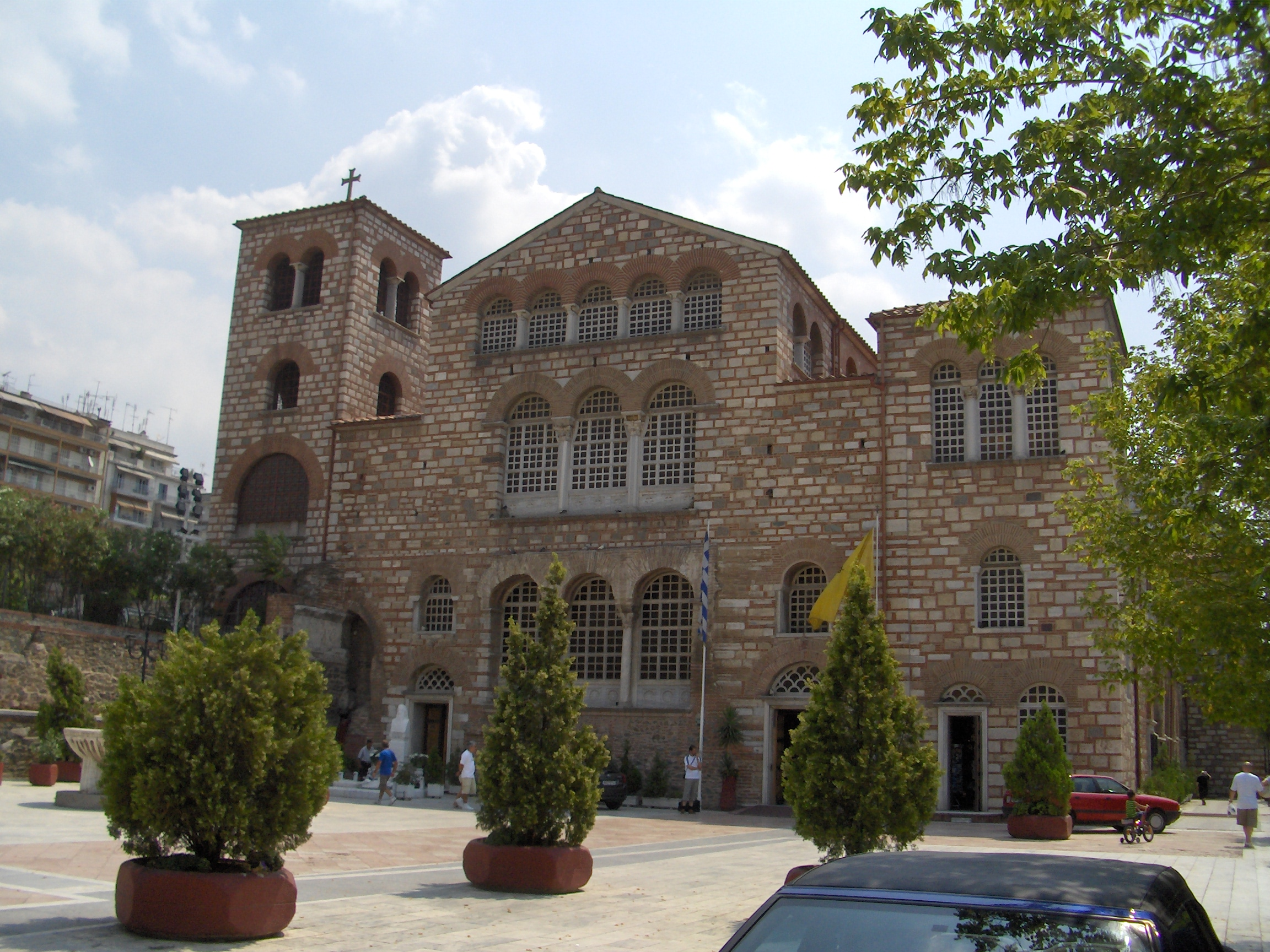
聖堂の正面

アギオス・ディミトリオス聖堂は、テッサロニキの競馬場に隣接する公共浴場の竃で殉教したとされる、聖ディミトリオスのマルティリウム（記念礼拝堂）として建設された。元来、聖ディミトリオスの崇敬の中心はシルミウムにあったが、442年に州都が移転するとその崇敬もテッサロニキに移った。聖ディミトリオスが公共浴場の竃で致命（殉教）したとする伝説は、州都移転より後の時代、聖堂が建設される直前に生まれたものと考えられる。聖堂内部に聖ディミトリオスの不朽体（聖遺物）が存在していないことも、これを裏付ける。
現在の聖堂は20世紀に再建されたものだが、それ以前の聖堂も、6世紀に焼け落ちたものを7世紀に再建したものと推定されている。以後はテッサロニキの守護聖人を祭る聖堂として崇拝を集め、10世紀頃には奇跡の油を出すという説話が生まれた。身廊北側に銀貼りの六角形水盤が置かれており、この水盤は地下の配管を伝って常に油が満たされるようになっていた。
1917年に火災に遭い、ほとんど焼け落ちてしまったが、1926年から1948年にかけて、できる限り元の建材を利用して再建された。

## 構造

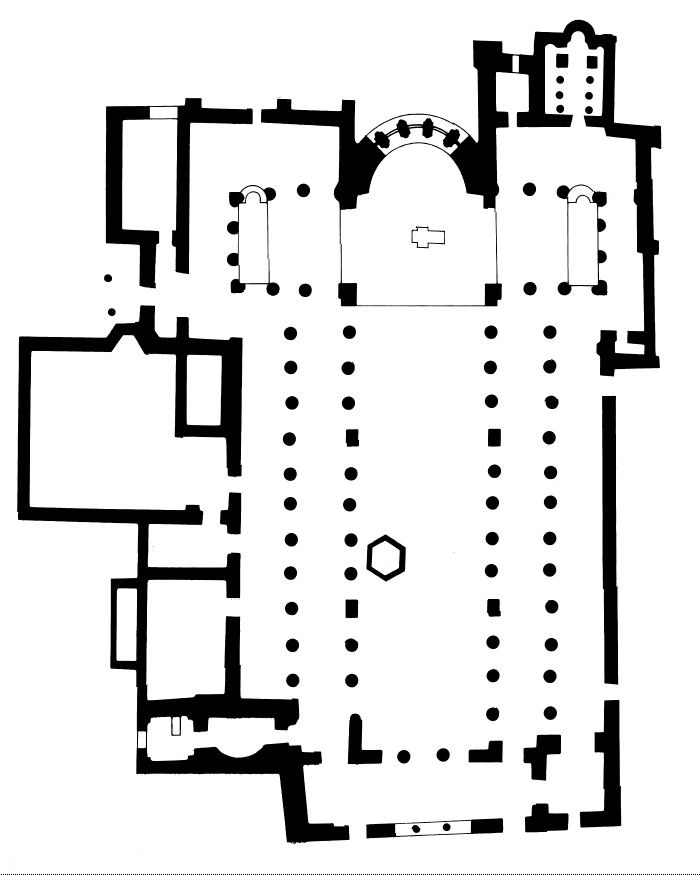
聖堂の平面

聖堂は、身廊とそれを取り囲む二周りの側廊から成る5廊式バシリカ式教会堂である。内陣にトランセプトを有し、平面上は旧サン・ピエトロ大聖堂と同じ構成である。聖堂の内陣は、彼が殉教した浴場を囲むように配置されており、現在でも地下に浴場跡を見ることができる。
聖堂内部の建築材料は、様々な再利用材から成っている。円柱は高さ、太さともにまちまちで、一部は6世紀に遡るものである。壁面の装飾は、1917年の火災でほとんどが失われているが、一部は再建の際に利用され、今日でも目の当たりにすることができる。